# موراي غراند
موراي غراند (بالإنجليزية: Murray Grand)‏ هو ملحن وعازف بيانو وكاتب أغاني أمريكي، ولد في 27 أغسطس 1919 في فيلادلفيا في الولايات المتحدة، وتوفي في 7 مارس 2007 في سانتا مونيكا في الولايات المتحدة بسبب نفاخ رئوي.

## وصلات خارجية
- موراي غراند على موقع IMDb (الإنجليزية)
- موراي غراند على موقع ميوزك برينز (الإنجليزية)
- موراي غراند على موقع قاعدة بيانات برودواي على الإنترنت (الإنجليزية)
- موراي غراند على موقع أول ميوزيك (الإنجليزية)